# Albert Calame
Albert Calame (* 11. April 1866 in Le Locle, Kanton Neuenburg; † 1. April 1939 ebenda; heimatberechtigt in Le Locle, La Brévine und Neuenburg) war ein Schweizer Politiker der Freisinnig-Demokratischen Partei (FDP), der unter anderem zwischen 1917 und 1918 Präsident des Staatsrates des Kantons Neuenburg war.

## Leben
Albert Calame, Sohn des Kaufmanns François Calame und von dessen Ehefrau Cécile-Mina Calame, geborene Bonnet, sowie Neffe des Politikers und Dichters Henri-Florian Calame absolvierte nach dem Schulbesuch ein Studium der Geistes- und Rechtswissenschaften an der Akademie Neuenburg. Nach einem juristischen Praktikum in Berlin und seiner anwaltlichen Zulassung nahm er 1888 eine Tätigkeit als Rechtsanwalt in La Chaux-de-Fonds sowie nach dem Erhalt des Patents 1889 auch als Notar auf. Er war zwischen 1893 und 1908 Generalstaatsanwalt des Kantons Neuenburg und begann sein politisches Engagement für die Freisinnig-Demokratische Partei (FDP) in der Kommunalpolitik als Mitglied des Generalrates, des Gemeindeparlaments von Neuenburg, dem er von 1897 bis 1916 angehörte. Zugleich wurde er für die FDP 1901 Mitglied des Grossen Rates, des Parlaments des Kantons Neuenburg, und gehörte diesem bis 1904 an.
Am 13. Dezember 1908 wurde Calame Mitglied des Staatsrates des Kantons Neuenburg, der Regierung dieses Kantons, und fungierte in dieser bis zum 15. Februar 1918 als Vorsteher des Justiz- und Polizeidepartements. Als solcher war er Leiter der Arbeiten für die Einführung des Schweizer Zivilgesetzbuchs (ZGB), das am 1. Januar 1912 in Kraft trat. Während seiner Mitgliedschaft im Staatsrat wurde er 1917 als Nachfolger von Auguste Pettavel Präsident und damit Vorsteher der Kantonsregierung. Er bekleidete dieses Amt bis Februar 1918 und wurde daraufhin von Alfred Clottu abgelöst. Er fungierte ferner als ausserordentlicher Untersuchungsrichter des Bundes für die französischsprachige Schweiz (Romandie) sowie im Range eines Obersts der Schweizer Armee als Militärrichter.
Nach seinem Ausscheiden aus dem Staatsrat war Albert Calame von 1918 bis 1936 Direktor der Kreditanstalt Crédit Foncier Neuchâtelois. Daneben engagierte er sich als Mitglied der Neuenburger Handels- und Industriekammer sowie als Präsident der Vereinigung zur Entwicklung Neuenburg ADEN (Association pour le développement de Neuchâtel).

## Weblink
- ÉIsabelle Jeannin-Jaquet: Albert Calame. In: Historisches Lexikon der Schweiz.